# Denis (sculpteur)
Pour les articles homonymes, voir Denis.
Denis, dit aussi Dionis, est un sculpteur roman français actif au XIIe siècle, connu pour son travail et celui de son atelier.

## Biographie
Denis est un sculpteur roman  ayant exercé avec son entourage artistique dans de nombreux édifices romans en Touraine au XIIe siècle. Un bloc de pierre marqué « Dionis » a permis de lui attribuer le nom de Denis. Il exerça son talent autour des années 1130-1150, en pleine maturité de l'art roman. 
Il a travaillé sur une quinzaine de monuments en Touraine. Il est dit le « maître de Saint-Léonard » de L'Île-Bouchard
à Loches, Sainte-Maure de Touraine, Bossay-sur-Claise, Ferrière-Larçon, La Celle-Guenand, Le Petit-Pressigny, Yzeures-sur-Creuse, ainsi qu'à Déols et Saint-Marcel, à Saint-Savin-sur-Gartempe, Coussay-les-Bois et à Bourges. 
Son style est caractéristique de l’art roman que l'on retrouve dans ses sculptures de feuillages, ainsi que dans de très fins détails comme les perles dans la conque des oreilles de certaines de ses figures.

## Œuvres
- Église Saint-Martin de Bossay-sur-Claise.
- Église Notre-Dame de La Celle-Guenand.
- Coussay-les-Bois: Église paroissiale Notre-Dame.
- Église Saint-Mandé-Saint-Jean de Ferrière-Larçon.
- Chapiteaux de l'abbatiale Saint-Pierre de Preuilly à Preuilly-sur-Claise[1].
- Vestiges de l'église Saint-Nicolas de Preuilly-sur-Claise, XIIe siècle, façade visible dans le faubourg du même nom. Un chapiteau dit des « Sonneurs d'Olifant », provenant de cet édifice, est visible au musée de la Poterne.
- Église Saint-Ours de Loches à Saint-Ours.
- Prieuré Saint-Léonard à  L'Ile-Bouchard
- Église Notre-Dame d'Yzeures-sur-Creuse, église du XIIe siècle, détruite.
- Saint-Maure, église paroissiale Saint-Blaise, XIIe siècle, détruite.
- Abbaye de Saint-Savin-sur-Gartempe.

Œuvres de Denis au prieuré Saint-Léonard de L'Île-Bouchard
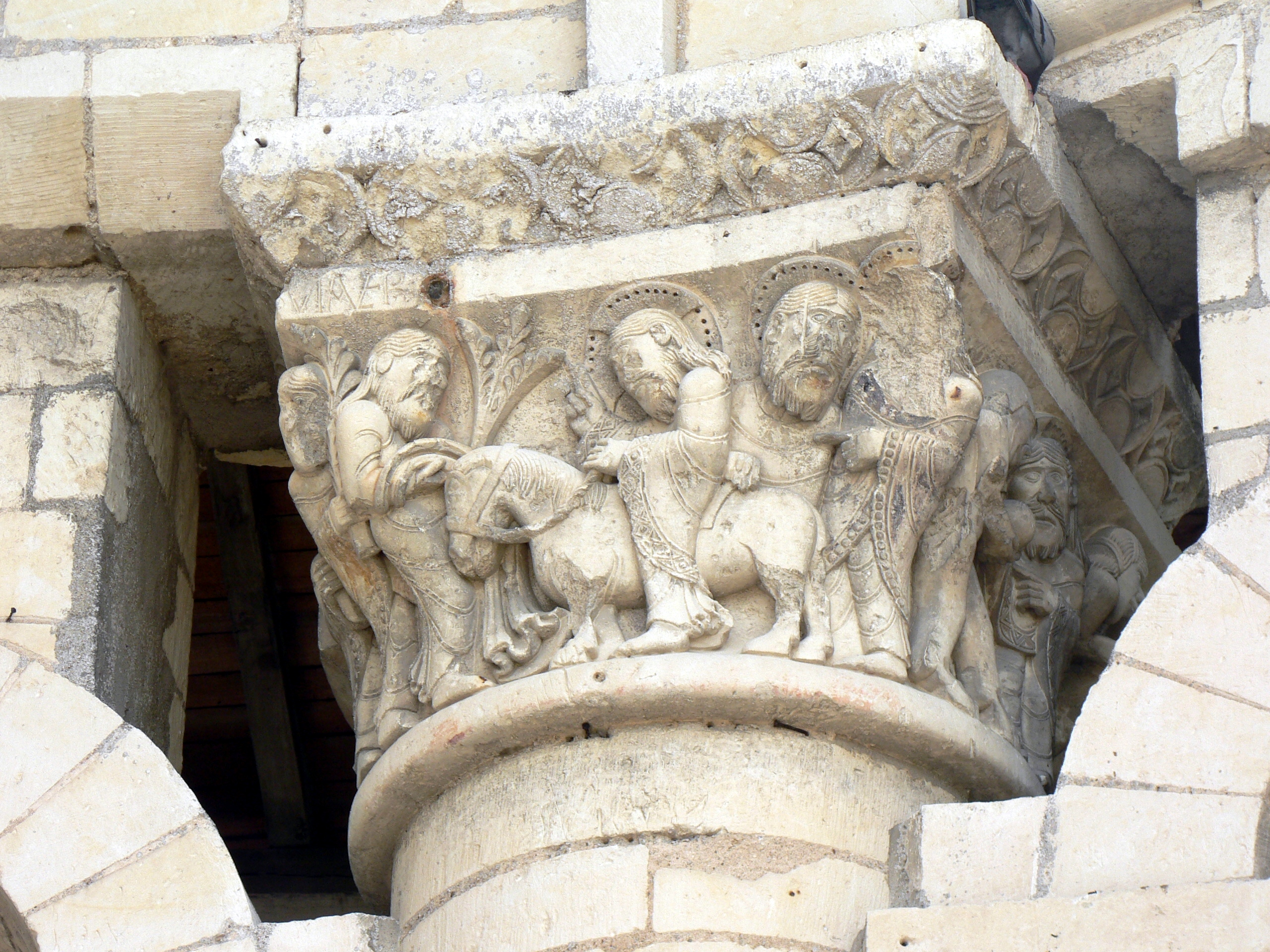
L'Entrée de Jésus à Jérusalem, chapiteau.
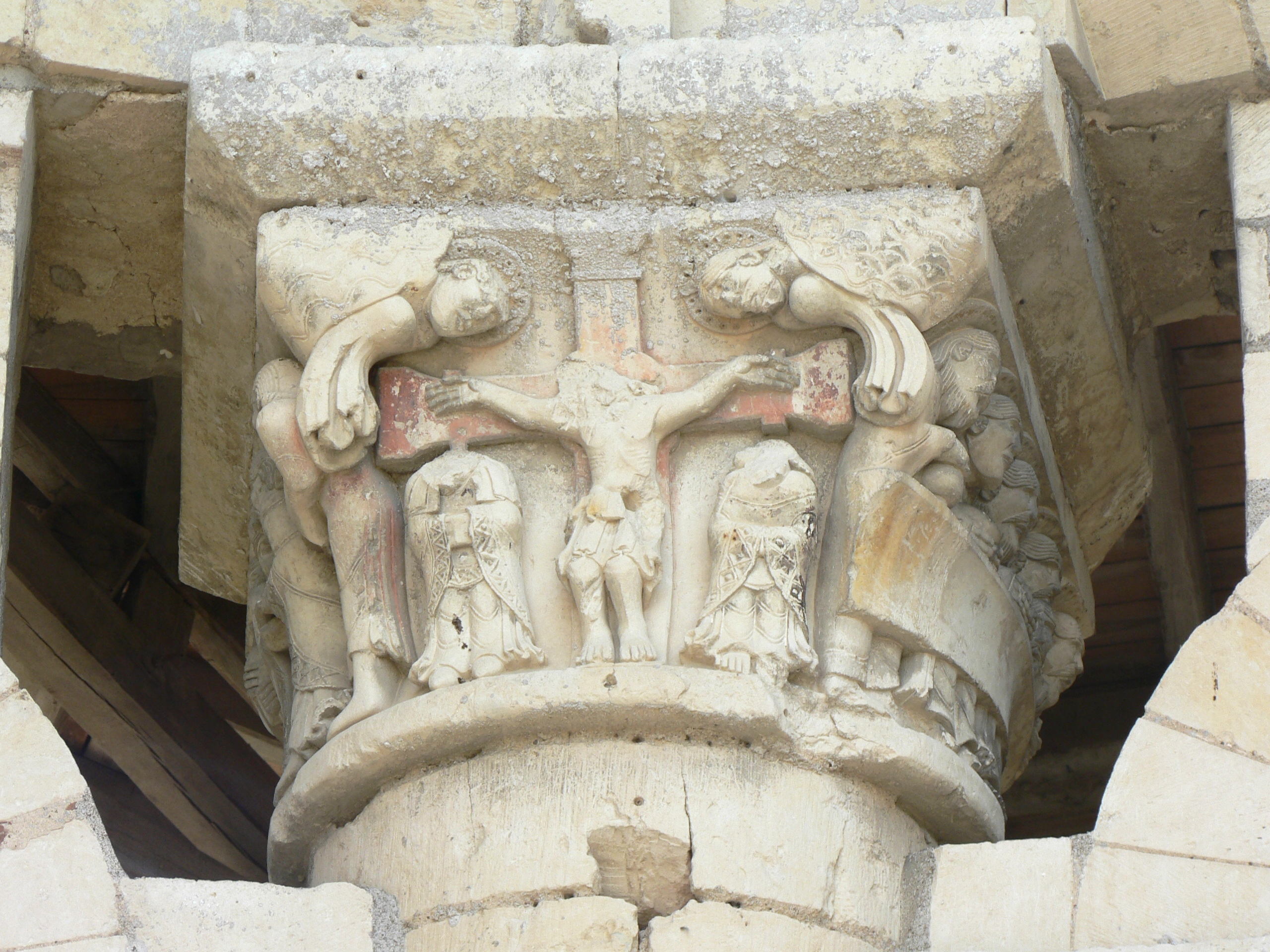
La Crucifixion, chapiteau.
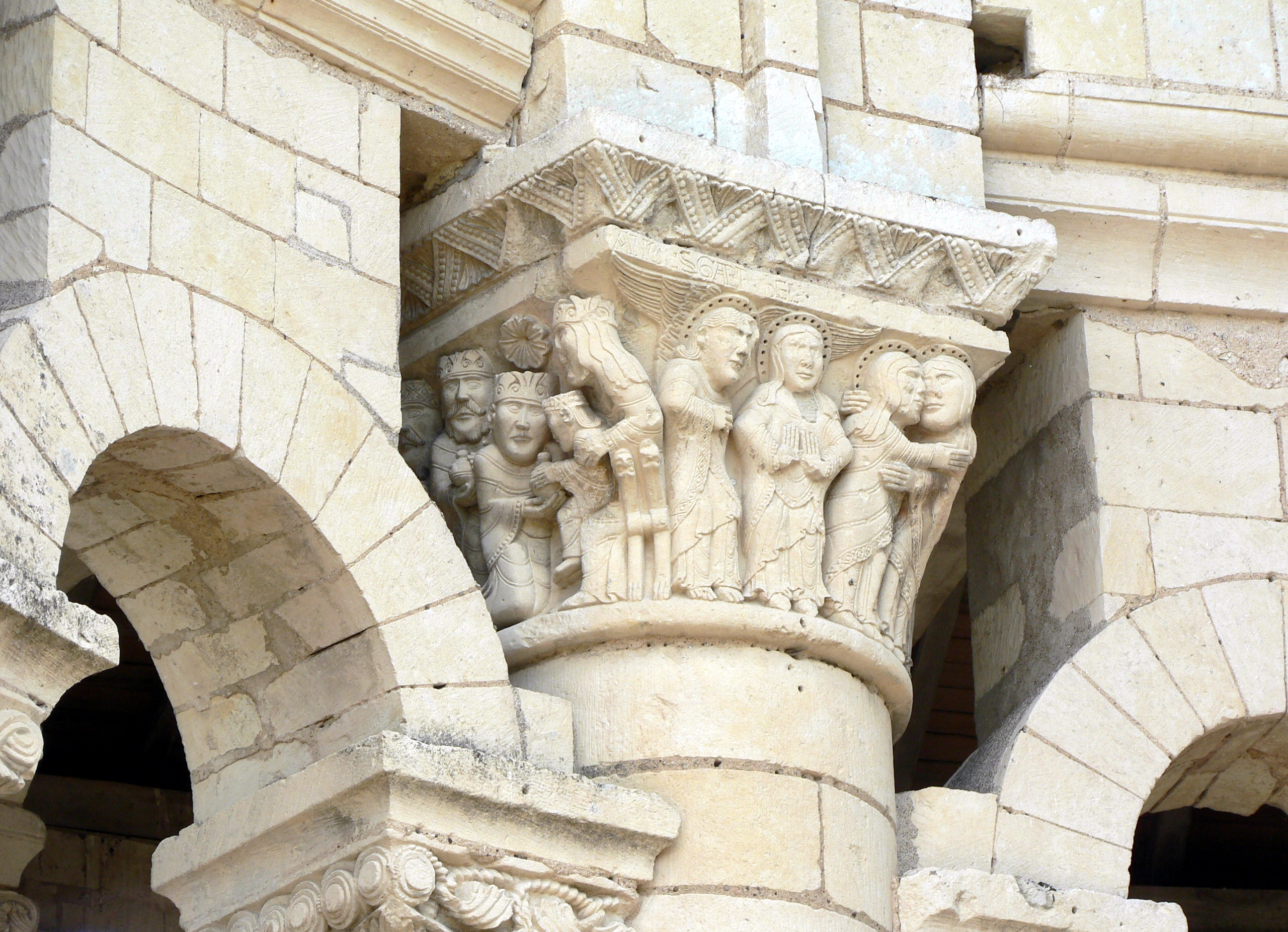
L'Annonciation, chapiteau.